# Popscene
〈Popscene〉은 영국의 밴드 블러의 곡으로, 1992년 3월 영국에서 단독 싱글 음반으로 발매되었다. 처음에는 별다른 주목을 받지 못하고 각 차트에서도 저조한 순위에 올랐으나, 이후 평론가들 사이에서 호평을 얻으며 초창기 브릿팝 장르를 개척한 곡 중 하나로 재평가되고 있다.

## 정보
이 곡이 처음으로 라이브로 연주된 것은 1991년 가을이었으며, 1992년 런던 홀본에 있는 매트릭스 스튜디오에서 녹음되었다. 당시 프로듀서는 스티브 러벨이 맡았다. 곡의 가사는 밴드 리더인 데이먼 알반이 음악업계에 느낀 환멸을 표현한 것으로 하찮은 인디밴드가 세상에 널렸다고 불평하는 내용이다.
1집 정규 앨범인 《Leisure》와는 다른 스타일을 보인 곡으로, 바짝 조인 기타와 캔에서 영향을 받은 드럼박자, 브라스밴드 '킥 혼스' (kick horns)가 세션으로 참여한 것이 주요 특징이다. 블러 멤버들은 〈Popscene〉이 이제껏 작업한 곡 중에서 제일 시끌벅적하면서도 훌륭한 것으로 생각했다고 한다.

## 반응
〈Popscene〉은 영국 싱글 차트 32위에 그쳤으며, 음악전문지 《멜로디 메이커》와 《NME》로부터 혹평을 받았다. NME에서 게스트 리뷰어로 섭외된 비스티 보이즈는 이 음반을 45rpm이 아닌 33rpm으로 돌려야 들을 만하다고 평했다. 예상보다 낮은 차트 성적에 블러 멤버들은 낙심했고, 6만 파운드의 빚까지 떠안게 되었다. 소속사 푸드 레코드의 앤디 로스는 훗날 "우리는 완전히 망연자실했다... 근사한 싱글이라고 생각했었는데"라고 회고했다. 멤버들은 이번 곡이 매우 영국스러운 곡이라 생각했기에, 미국식 그런지 음악의 인기가 싱글 흥행실패에 영향을 끼쳤다며 불평하기 시작했다. 기타를 맡은 그레이엄 콕슨은 "너바나가 'Popscene'을 아주 개박살을 내버렸다"라 말했다.
〈Popscene〉을 제작하면서 블러는 트렌드를 신경쓰지 말고, 우리들만의 스타일로 음악하자는 확신을 갖게 되었다. 실제로 〈Popscene〉의 '영국스러움'은 정규 2집인 《Modern Life Is Rubbish》로 넘어가게 된다. 아이러니한 사실은 2집 발매 당시 영국판 앨범에서는 〈Popscene〉이 수록되지 않은 반면, 북미판 앨범에서는 추가 트랙으로 실렸다는 점이었다. 오스트레일리아에서는 1998년이 되어서야 〈On Your Own〉과 함께 더블 A사이드 앨범으로 발매되었는데 당시 ARIA 차트 69위에 오르기도 했다.
〈Popscene〉은 발매 이래 팬들로부터 사랑받는 곡이 되었으며, 지금도 라이브 공연에서 종종 선보이고 있다. 평론가들 사이에서 〈Popscene〉을 돌아보는 시각 역시 긍정적이다. 저서 〈러프 가이드 투 락〉 (Rough Guide To Rock)을 쓴 조너선 홀든은 이 싱글이 '완벽하다'며, 1992년이란 발매시기와는 어울리지 않는 "펑크하고 에너지 넘치며 금관악기 반주로 가득찬 팝"으로 규정했다. 음악평론가 존 해리스는 〈Popscene〉이 최초의 브릿팝 노래 중 하나이며, 브릿팝 신드롬의 시작점으로 본다고 평했다. 이런 재평가와 맞물려, 한동안 영국 내 블러 앨범에 들어가지 않았던 〈Popscene〉은 2009년 컴필레이션 앨범 〈Midlife: A Beginner's Guide to Blur〉에 처음으로 수록 발매될 수 있었다.

## 곡 목록
모든 곡은 블러가 작곡했다.
| 7인치 레코드 / 카세트 1. "Popscene" – 3:12 2. "Mace" – 3:24 12인치 레코드 1. "Popscene" – 3:12 2. "I'm Fine" – 3:01 3. "Mace" – 3:24 4. "Garden Central" – 5:58 | CD 1. "Popscene" – 3:12 2. "Mace" – 3:24 3. "Badgeman Brown" – 4:47 |

## 제작 크레딧
- 〈Popscene〉 프로듀서 - 스티브 러벨
- 〈Badgeman Brown〉/〈Mace〉/〈Garden Central〉 프로듀서 - 블러, 존 스미스
- 〈I'm fine〉 프로듀서 - 블러
- 리드보컬, 신디사이저 - 데이먼 알반
- 기타, 백보컬 - 그레이엄 콕슨
- 베이스 - 앨릭스 제임스
- 드럼 - 데이브 론트리
- 브라스 - 킥 혼스

## 차트 정보
| 차트 순위 (1992년)             | 최고순위 |
| ------------------------------ | -------- |
| 영국 싱글 (오피셜 차트 컴퍼니) | 32       |

| 챠트 순위 (1998년)                           | 최고순위 |
| -------------------------------------------- | -------- |
| 오스트레일리아 (ARIA) (〈On Your Own〉 포함) | 69위     |